# Еріка війчаста
Еріка війчаста (лат. Eríca ciliáris) — чагарник родом із Західної Європи, вид роду Еріка (Erica) родини Вересові (Ericaceae).

## Ботанічний опис

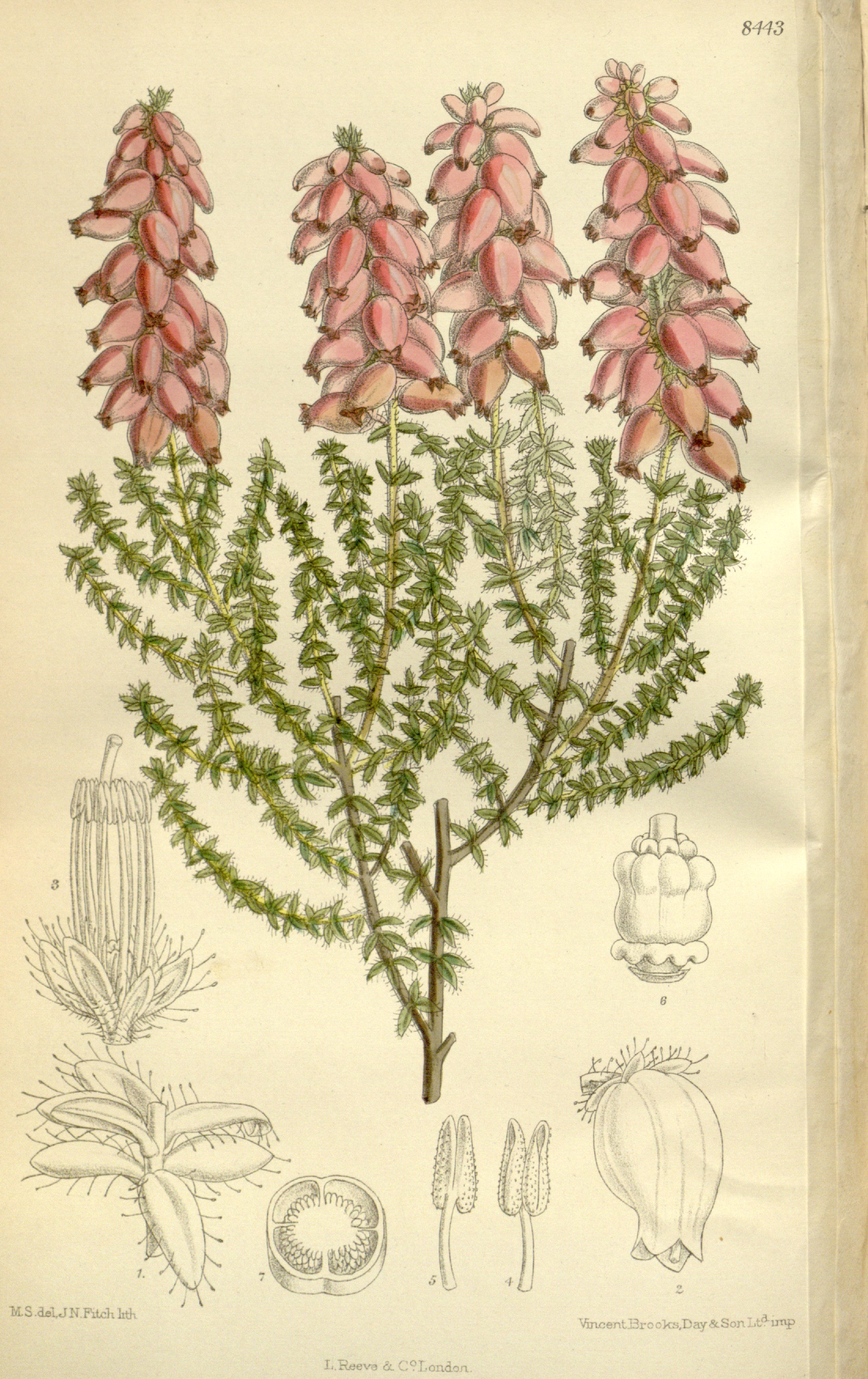
Ботанічна ілюстрація з Curtis's Botanical Magazine, 1912

Еріка війчаста — гіллястий чагарник з прямостоячим стеблом, зазвичай не перевищує 40 см у висоту, проте в лісах іноді досягає висоти в 2 м. Гілочки опушені. Листя вічнозелене, довгасто-ланцетовидне, зібране в мутовки по три, до 4 мм завдовжки. У тих місцях, де перетинаються ареали ерики війчастої та ерики чотиривимірної, можливе утворення гібридів з 3-4-листовими мутовками, об'єднаних під назвою Erica ×watsonii .
Суцвіття кистевидне, складається з 15-45 повислих квіток з розвиненою подвійною оцвітиною. Чашечка чотирироздільна, волосисто-опушена, частки довгасто-ланцетоподібні. Віночок яйцеподібний, чотирироздільний, яскраво-червоно-рожевий, зрідка білий. Тичинки у кількості восьми.
Плід — опушена зворотноконічна коробочка близько 3,5 мм у діаметрі з численним насінням .

## Ареал
Батьківщина ерики війчастої  — Західна Європа та Північно-Західна Африка. Північний кордон ареалу - південь Великої Британії.

## Значення
Еріка війчаста зрідка вирощується як декоративна рослина. Відомо близько 20 різних сортів цієї рослини, а також понад 10 сортів Erica × watsonii.

## Таксономія

### Синоніми
- Erica ciliata Bubani, 1899, nom. superfl.
- Ericodes ciliare (L.) Kuntze, 1898